# Transportes Aéreos de Timor
Die Transportes Aéreos de Timor (TAT) war eine Fluggesellschaft der Kolonie Portugiesisch-Timor mit Sitz in Dili, die zwischen 1939 und 1975 flog.

## Geschichte

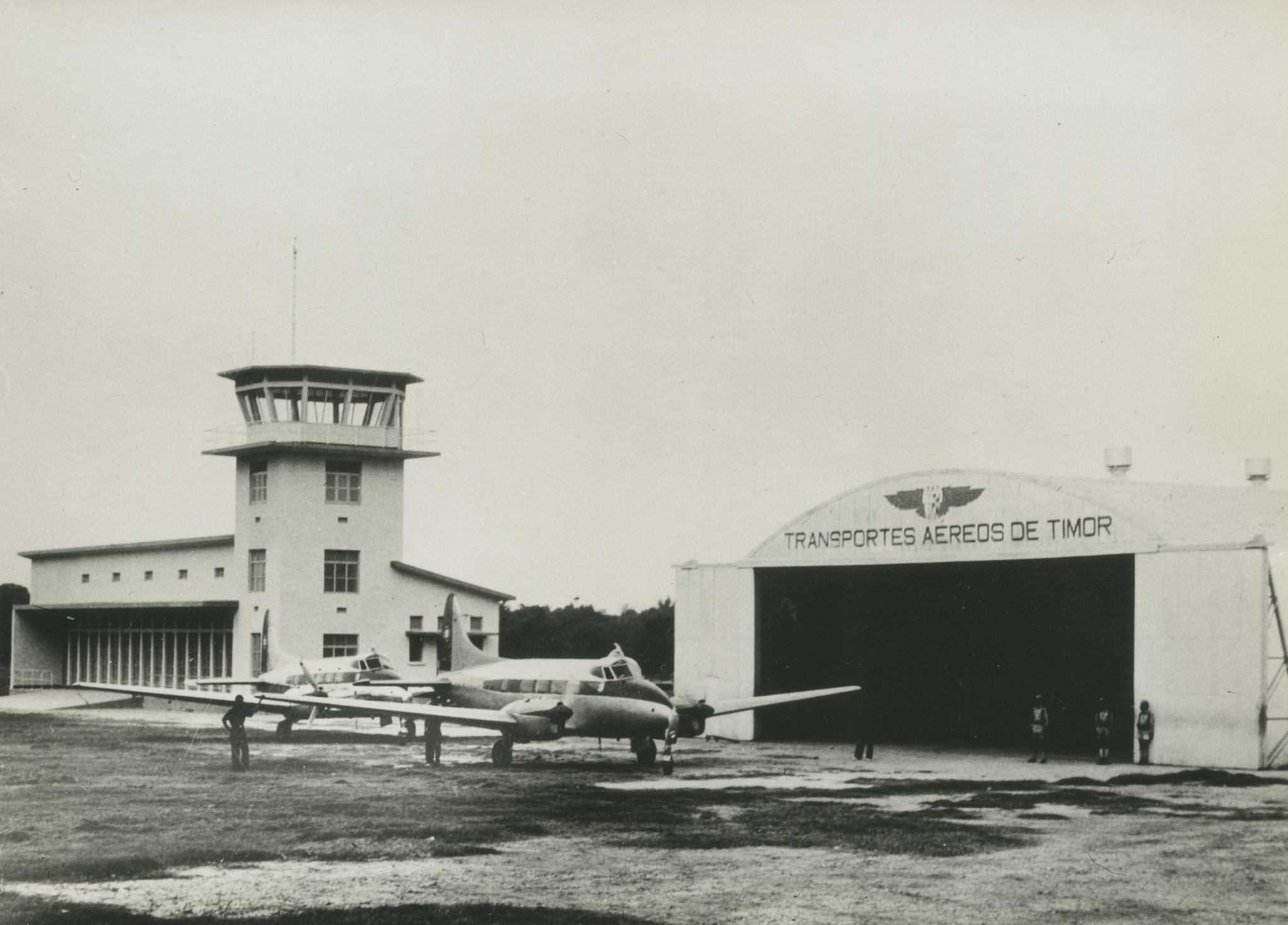
Die Halle der TAT am Flughafen Dili in der Kolonialzeit

Gegründet wurde die TAT als nationale Fluggesellschaft bereits im Juli 1939, sechs Jahre vor der Transportes Aéreos Portugueses, der nationalen Fluggesellschaft des Mutterlands. Ihr Heimatflughafen war der Flughafen Baucau. Sie bediente Verbindungen innerhalb der Kolonie und zu den benachbarten Gebieten. 1967 flog sie zwischen Baucau und Oecusse und zwischen Baucau und Darwin (Australien) mit zwei De Havilland DH.104 Dove. 1969 flog die TAT sechs Ziele auf Timor an: Atauro, Baucau, Dili, Maliana, Manatuto, Oecusse und Suai. Einmal die Woche flog eine gecharterte Fokker F-27 der Trans Australia Airlines (TAA) die Strecke Darwin–Baucau. Nun hatte die TAT neben ihren beiden Doves noch drei Auster. Ab Juni 1973 wurde auch das indonesische Kupang in Westtimor mit zwei achtsitzigen, zweimotorigen Hawker Siddeley zweimal wöchentlich angeflogen.

## Zwischenfälle
- Am 26. Januar 1960 stürzte eine De Havilland DH.114 Heron 2D (Luftfahrzeugkennzeichen CR-TAI)[6] auf dem Flug von Darwin nach Baucau 37 Minuten nach dem Start nordwestlich des Bathurst Island in die Timorsee. Alle 9 Insassen, 2 Besatzungsmitglieder und 7 Passagiere kamen ums Leben. Man vermutet, dass der Pilot Schwierigkeiten mit der schlechten Sicht hatte, wofür er nicht ausgebildet worden war.[7]

## Flotte
- Auster Aircraft
- Avro Anson 625A, CR-TAA, Portugal

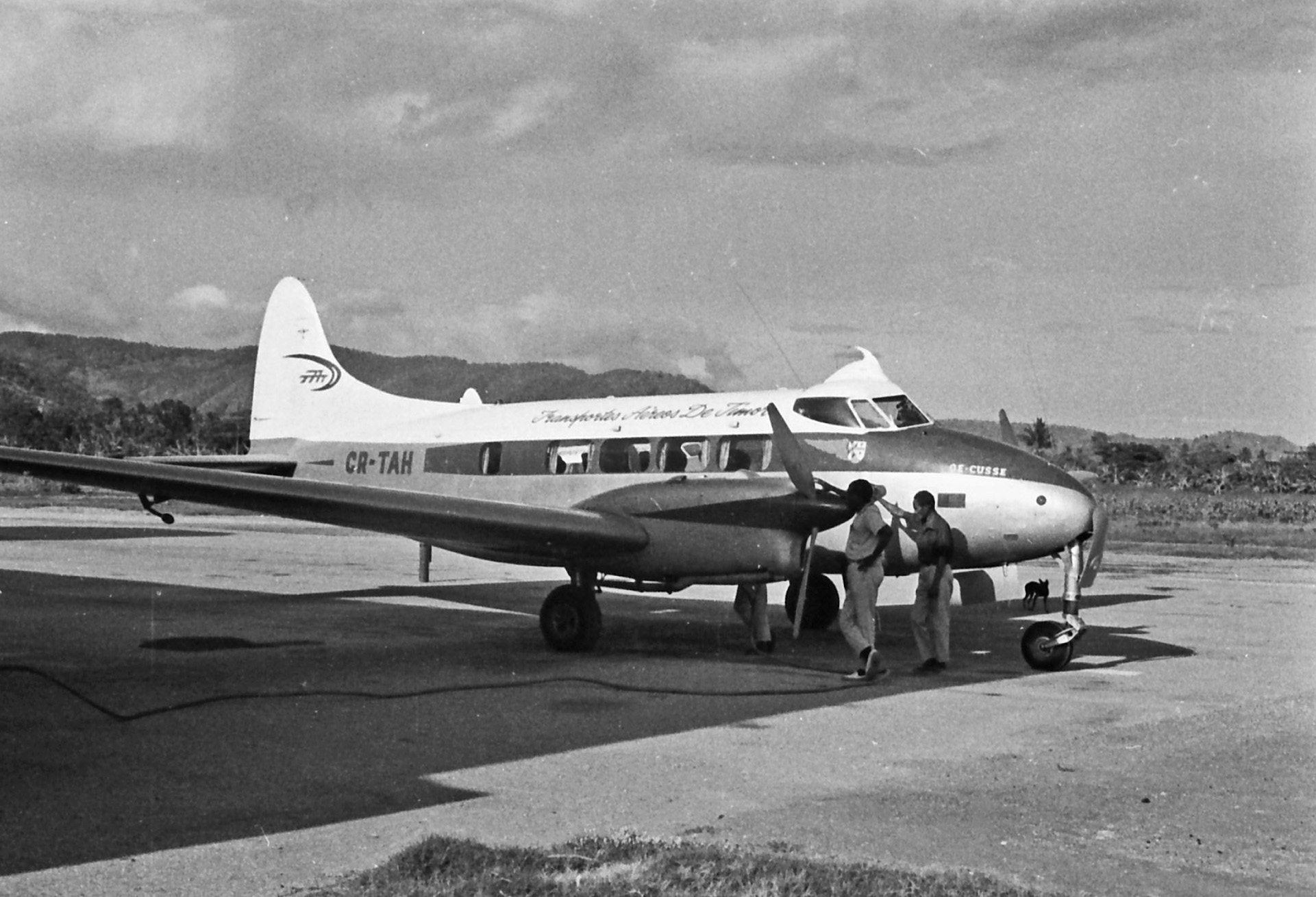
Die OeCusse CR-TAH (1971)

- De Havilland DH.84 Dragon, CR-TAB, Timor
- De Havilland DH.82 Tiger Moth, CR-TAC, Cinco de Setembro
- De Havilland DH.82 Tiger Moth, CR-TAD, José Celestino da Silva[8]
- De Havilland DH.104 Dove, CR-TAG, Manatuto
- De Havilland DH.104 Dove, CR-TAH, Oe-Cusse
- De Havilland DH.114 Heron, CR-TAI, Díli

## Trivia
Die DH.104 „Manatuto“ CR-TAG, benannt nach der osttimoresischen Stadt Manatuto, wurde 1975 zur Flucht vor der indonesischen Invasion benutzt und steht heute im Aviation Heritage Museum in Darwin. Mit Hilfe des australischen Piloten hatten Timoresen sie zuvor im Bürgerkrieg 1975 verwendet, um Handgranaten auf gegnerische Stellungen abzuwerfen.